# Bahrain-Dinar
Der Bahrain-Dinar (arabisch دينار بحريني, DMG Dīnār baḥrainī) ist die Währung von Bahrain. Der Dinar ist unterteilt in 1000 Fils (فلس). Die Inflation betrug 2006 3,5 Prozent, der ISO-4217-Code ist BHD.
Der Dinar löste 1965 die Golf-Rupie mit einem Verhältnis 10 Rupien = 1 Dinar ab und war zwischen 1966 und 1973 auch im Emirat Abu Dhabi in Verwendung. Heute ist der Bahrain-Dinar die pro Währungseinheit zweitwertvollste Währung weltweit nach dem Kuwaitischen Dinar. Seit 2001 ist der Dinar offiziell an den Kurs des US-Dollars gebunden (1 USD = 0,376 BHD). Derzeit gibt es Überlegungen, den Dinar durch eine gemeinsame Währung der Golfstaaten zu ersetzen.
Im Umlauf sind Münzen zu 5, 10, 25, 50 und 100 Fils. Die früher verwendete 1-Fils-Münze wurde aus dem Verkehr genommen. Darüber hinaus gibt die Bank von Bahrain Banknoten im Wert von ½, 1, 5, 10 und 20 Dinar aus.

## Banknotenbilder

100 Fils (1964), Vorderseite
100 Fils (1964), Rückseite
Viertel-Dinar (250 Fils – 1964), Vorderseite
Viertel-Dinar (250 Fils – 1964), Rückseite
Halber Dinar (500 Fils – 1964), Vorderseite
Halber Dinar (500 Fils – 1964), Rückseite
5 Dinar (1964), Vorderseite
5 Dinar (1964), Rückseite
10 Dinar (1964), Vorderseite
10 Dinar (1964), Rückseite
20 Dinar (1973), Vorderseite
20 Dinar (1973), Rückseite